# تلوث إشعاعي

الرمز المستخدم للتحذير من الإشعاعات

التلوث الإشعاعي، الذي يسمى أيضًا التلوث المُشع، هو ترسب أو وجود مواد مشعة على الأسطح أو داخل المواد الصلبة أو السوائل أو الغازات (بما في ذلك جسم الإنسان)، حيث يكون وجودها غير مقصود أو غير مرغوب به (حسب تعريف الوكالة الدولية للطاقة الذرية).
يمثل هذا التلوث خطرًا بسبب اضمحلال النشاط الإشعاعي للملوثات، والذي تنتج عنه تأثيرات ضارة مثل الإشعاعات المؤينة (أي أشعة ألفا وبيتا وغاما) والنيوترونات الحرة. تُحدّد درجة الخطر من خلال تركيز الملوثات، وطاقة الإشعاع المنبعث، ونوع الإشعاع، وقرب التلوث من أعضاء الجسم. من المهم أن يكون واضحًا أن التلوث يؤدي إلى خطر الإشعاع، وأن مصطلحي «الإشعاع» و «التلوث» لا يمكن تبادلهما.
يمكن تصنيف مصادر التلوث الإشعاعي إلى مجموعتين: طبيعية وأخرى من صنع الإنسان. بعد تفريغ الاحتواء النووي في الغلاف الجوي أو خرق احتواء المفاعل النووي، سيتلوث كل من الهواء والتربة والأشخاص والنباتات والحيوانات في المنطقة المجاورة بالوقود النووي ونواتج الانشطار النووي. إن قارورة منسكبة من المواد المشعة مثل نترات أورانيل، تلوث الأرض وأي قطع مُستخدمة لمسح هذا التسرب. تشمل حالات التلوث الإشعاعي واسعة الانتشار حلقية بيكيني، ومصنع روكي فلاتس في كولورادو، وكارثة فوكوشيما دايتشي النووية، وكارثة تشيرنوبل، والمنطقة المحيطة بمرفق ماياك في روسيا.